# Sherry Argov
Sherry Argov (ur. 5 listopada 1977) – amerykańska pisarka. Autorka humorystycznego poradnika Dlaczego mężczyźni kochają zołzy. Książka publikowana była w blisko trzydziestu amerykańskich magazynach, takich jak Cosmopolitan, Self, Glamour, First for Women. Była tłumaczona na wiele języków obcych i miała ponad milion sprzedanych egzemplarzy. Jej kontynuacją jest poradnik Dlaczego mężczyźni poślubiają zołzy.